# Holcoglossum lingulatum
Holcoglossum lingulatum là một loài thực vật có hoa trong họ Lan. Loài này được (Aver.) Aver. mô tả khoa học đầu tiên năm 1990.